# Lassina Paré
Lassina Paré (1964. augusztus 24. –) Burkina Fasó-i nemzetközi labdarúgó-játékvezető.

## Pályafutása

### Nemzeti játékvezetés
Nemzeti labdarúgó-szövetségének megfelelő játékvezető bizottsága minősítése alapján lett a Burkinabé Premier League játékvezetője. Küldési gyakorlat szerint rendszeres 4. bírói szolgálatot is végzett. A nemzeti játékvezetéstől 2009-ben vonult vissza.

### Nemzetközi játékvezetés
A Burkina Fasó-i labdarúgó-szövetség Játékvezető Bizottsága (JB) terjesztette fel nemzetközi játékvezetőnek, a Nemzetközi Labdarúgó-szövetség (FIFA) 1997-től tartotta nyilván bírói keretében. A FIFA JB központi nyelvei közül a franciát beszéli. Több nemzetek közötti válogatott, valamint CAF Champions League klubmérkőzést vezetett, vagy működő társának 4. bíróként segített. A  nemzetközi játékvezetéstől 2009-ben a FIFA JB 45 éves korhatárát elérve búcsúzott. Válogatott mérkőzéseinek száma: 11 (2008. október 12.).

#### Labdarúgó-világbajnokság
A világbajnoki döntőkhöz vezető úton Németországba a XVIII., a 2006-os labdarúgó-világbajnokságra, illetve Dél-Afrikába a XIX., a 2010-es labdarúgó-világbajnokságra a FIFA JB játékvezetőként alkalmazta. Selejtező mérkőzéseket az CAF zónában vezetett. Nemzetközi asszisztensei testvérei Adolph Pare és Lossene Pare voltak.

##### 2006-os labdarúgó-világbajnokság

###### Selejtező mérkőzés
| Időpont             | Helyszín                   | Mérkőzés típusa                   | Mérkőzés         | Eredmény | Nézők száma |
| ------------------- | -------------------------- | --------------------------------- | ---------------- | -------- | ----------- |
| 2004. június 5.     | Nemzeti Stadion, Abuja     | előselejtező (2. kör; 4. csoport) | Nigéria–Ruanda   | 2 – 0    | 35 000      |
| 2005. június 5.     | Amari Daou Stadion, Ségou  | előselejtező (2. kör; 1. csoport) | Mali–Libéria     | 4 – 1    | 11 000      |
| 2005. június 19.    | Ahmed Zabana Stadion, Orán | előselejtező (2. kör; 4. csoport) | Algéria–Zimbabwe | 2 – 2    | 15 000      |
| 2005. szeptember 2. | Július 11 Stadion, Tripoli | előselejtező (2. kör; 3. csoport) | Líbia–Szudán     | 0 – 0    | 20 000      |
| 2005. október 8.    | Ahmed Zabana Stadion,Orán  | előselejtező (2. kör; 4. csoport) | Nigéria–Zimbabwe | 5 – 1    | 15 000      |

##### 2010-es labdarúgó-világbajnokság

###### Selejtező mérkőzés
| Időpont           | Helyszín                        | Mérkőzés típusa                    | Mérkőzés                | Eredmény | Nézők száma |
| ----------------- | ------------------------------- | ---------------------------------- | ----------------------- | -------- | ----------- |
| 2008. május 31.   | Ohene Djan Stadion, Accra       | előselejtező (2. kör; 11. csoport) | Togo–Zambia             | 1 – 0    | 15 000      |
| 2008. június 14.  | Nemzetközi Stadion, Freetown    | előselejtező (2. kör; 4. csoport)  | Sierra Leone–Dél-Afrika | 1 – 0    | 15 000      |
| 2008. október 12. | Military Academy Stadion, Kairó | előselejtező (2. kör; 12. csoport) | Egyiptom–Dzsibuti       | 4 – 0    | 10 000      |

#### Afrikai nemzetek kupája
Tunézia a 24., a 2004-es afrikai nemzetek kupája, Egyiptom a 25., a 2006-os afrikai nemzetek kupája, valamint Ghána a 26., a 2008-as afrikai nemzetek kupája labdarúgó rendezvénynek adott otthont, ahol az CAF JB bíróként foglalkoztatta. 2008-ban Koman Coulibaly állandó segítőjeként szolgált.

##### 2004-es afrikai nemzetek kupája

###### Afrikai Nemzetek Kupája mérkőzés
| Időpont          | Helyszín                       | Mérkőzés típusa              | Mérkőzés          | Eredmény | Nézők száma |
| ---------------- | ------------------------------ | ---------------------------- | ----------------- | -------- | ----------- |
| 2004. január 25. | Tajeb el-Miri Stadion, Szfaksz | csoportmérkőzés (C. csoport) | Zimbabwe–Egyiptom | 1 – 2    | 22 000      |

##### 2006-os afrikai nemzetek kupája

###### Afrikai Nemzetek Kupája mérkőzés
| Időpont          | Helyszín                  | Mérkőzés típusa              | Mérkőzés       | Eredmény | Nézők száma |
| ---------------- | ------------------------- | ---------------------------- | -------------- | -------- | ----------- |
| 2006. január 20. | Nemzetközi Stadion, Kairó | csoportmérkőzés (7. csoport) | Egyiptom–Líbia | 3 – 0    | 65 000      |

##### 2008-as afrikai nemzetek kupája

###### Afrikai Nemzetek Kupája mérkőzés
| Időpont          | Helyszín                  | Mérkőzés típusa              | Mérkőzés                       | Eredmény | Nézők száma |
| ---------------- | ------------------------- | ---------------------------- | ------------------------------ | -------- | ----------- |
| 2008. január 23. | Városi Stadion, Tamale    | csoportmérkőzés (D. csoport) | Dél-afrikai Köztársaság–Angola | 1 – 1    | 15 000      |
| 2008. január 30. | Baba Yara Stadion, Kumasi | csoportmérkőzés (C. csoport) | Egyiptom–Zambia                | 1 – 1    | 2 000       |
| 2008. február 4. | Városi Stadion, Tamale    | egyik negyeddöntő            | Tunézia–Kamerun                | 2 – 3    | 20 000      |